# Myrtjärnen (Säters socken, Dalarna)
Myrtjärnen är en sjö i Säters kommun i Dalarna och ingår i Dalälvens huvudavrinningsområde.